# Corallistes verrucosa
Corallistes verrucosa är en svampdjursart som beskrevs av Carter 1880. Corallistes verrucosa ingår i släktet Corallistes och familjen Corallistidae.
Artens utbredningsområde är havet utanför Indien. Inga underarter finns listade i Catalogue of Life.